# 馬亞希
馬亞希是尼日爾南部的城鎮，由馬拉迪大區負責管轄，位於薩赫勒地區，距離泰薩瓦約45公里，海拔高度337米，2001年人口67,544，是該國第二大城市，僅次於恩吉格米。
13°57′N 7°40′E / 13.950°N 7.667°E